# ياكوب بيسكوب
ياكوب بيسكوب (بالبولندية: Jakub Biskup)‏ هو لاعب كرة قدم بولندي في مركز الوسط، ولد في 8 مايو 1983 في Puck, Poland ‏ في بولندا. لعب مع بالتيك غدينيا وبياست غليفيتسه وليخيا غدانسك ونادي ال كي اس ودز ونيتشيتشا.

## وصلات خارجية
- ياكوب بيسكوب على موقع قاعدة بيانات كرة القدم.إي يو (الإنجليزية)
- ياكوب بيسكوب على موقع Soccerway.com (الإنجليزية)